# Marek Rajss
Marek Smok Rajss (ur. 23 czerwca 1972) – muzyk, perkusjonista, kompozytor i aranżer muzyki do spektakli teatralnych, filmów i widowisk tanecznych,  m.in. Qube, Odyseja Kościuszkowska, Drum & Fight, Deep Trip, cykl Alchemia Światła, czy Preludium Słowiańskie, które w 2016 roku znalazło się w gronie zwycięzców programu Teatr Polska.
Związany z artystami m.in. Jose Torres, Rudi Schuberth i Wały Jagiellońskie, Golec Uorkiestra, Big Band Adama Sztaby.
Perkusjonista w składach związanych z muzyką etniczną i jazzową – Jose Torres y salsa Tropical, Rey Caballo i Calle Sol, Milimorena y Su Clave, Max Klezmer Band, FORTET, Acoustic Ethno Orchestra,
Założyciel i lider formacji WATAHA DRUMS, oryginalnej formacji perkusyjnej, wykorzystującej w widowiskach eksperymenty będące połączeniem synchronizacji  muzyki,  ruchu i światła z interaktywną wirtualną scenografią,  generowaną z rzutników w czasie rzeczywistym. W swoim warsztacie wykorzystuje umiejętności sound designu, co pozwala mu ciekawie zestawiać muzykę z efektami dźwiękowymi. Jest jednym z pierwszych artystów, pracujących w systemie dźwięku 3D, także w wersji plenerowej.

## Współpraca
- Rudi Schuberth i Wały Jagiellońskie
- Big Band Adama Sztaby
- Big Band Tomka Szymusia
- Big Band eM Band
- Jose Torres Y Salsa Tropical
- Golec Uorkiestra,
- Scena muzyczno – literacka Zielone Szkiełko
- Fortet
- Tales Quartet
- Robert Kasprzycki
- Art Color Ballet
- Que Passa
- Mili Morena
- Rudi Schuberth
- Max Klezmer Band

## Dyskografia
- 1997 Robert Kasprzycki – Niebo do wynajęcia / instrumenty perkusyjne
- 2006 Robert Kasprzycki – Światopogląd / instrumenty perkusyjne
- 2006 Tadeusz Leśniak – Nieszpory na Śmierć Kapłana / instrumenty perkusyjne
- 2007 Que Passa – For You / instrumenty perkusyjne
- 2007 Max Klezmer Band – Tsunami / instrumenty perkusyjne
- 2008 Formacja Fortet – Fortet / instrumenty perkusyjne
- 2009 Rudi Schuberth & Wały Jagiellońskie – Regeneracja Wałów Jagiellońskich / instrumenty perkusyjne
- 2010 Piotr Woźniak – Dom na Dachu / instrumenty perkusyjne
- 2010 Red Mellow – Własne niebo / instrumenty perkusyjne
- 2011 Sushee – Sushee / instrumenty perkusyjne
- 2013 Szara Służba – muzyka do filmu, emisja w TVP / kompozycja, aranżacja, produkcja
- 2016 Preludium Słowiańskie – Płyta do spektaklu Preludium Słowiańskie / kompozycja i aranżacja, instrumenty perkusyjne
- 2019 Golec uOrkiestra – Symphoetnic / instrumenty perkusyjne

## Wybrane realizacje
- Wawel Tauron Alchemia Światła – plenerowe widowisko multimedialne / muzyka, sound-design

- Preludium Słowiańskie – spektakl muzyczno baletowy wystawiony w ramach współpracy z NCK / scenariusz, reżyseria, muzyka, sound-design, współprodukcja.
- WHITE – Marek Smok Rajss Percussion / produkcja, instrumenty perkusyjne
- Zielone Duety – Marek Rajss i Adam Sztaba / Aranżacja instrumentów perkusyjnych i wykonanie
- Odyseja Kościuszkowska – spektakl multimedialny wystawiony w ramach współpracy z CK Dworek Białoprądnicki. / scenariusz, reżyseria, muzyka, sound-design, produkcja.

- Tauron Alchemia Światła 2016 NARODOWE FORUM MUZYKI – plenerowe widowisko multimedialne / muzyka, sound-design,

- HANNOWER MESSE 2017 / muzyka, sound-design
- Tauron Alchemia Światła 2017 KATOWICE – plenerowe widowisko multimedialne / muzyka, sound-design,

- Tauron Alchemia Światła – WAWEL – plenerowe widowisko multimedialne / muzyka, sound-design,

- QUBE – Premiera nowego programu \ muzyka, sound design, produkcja
- SYMPHOETNIC – Widowisko, koncert telewizyjny formacji GOLEC UORKIESTRA / opr. i wykonanie instr. perkusyjnych, sound–design
- QUBE – spektakl multimedialny – wystawiony w ramach współpracy z NCK. / scenariusz, reżyseria, muzyka, sound-design, produkcja.
- INDUSTRIAL MUSIC BOX. – WATAHA DRUMS – (rejestracja występu) / Kompozycja, sound design, produkcja